# Benzoïnecondensatie
Een benzoïnecondensatie is een speciaal type condensatiereactie tussen 2 aromatische aldehyden, in het bijzonder benzaldehyde. De reactie wordt gekatalyseerd door een nucleofiel, zoals het cyanide-anion of een N-heterocyclisch carbeen.
Hieronder staat schematisch het reactiemechanisme van benzoïnecondensatie: